# Пированадиевая кислота
Пированадиевая кислота — неорганическое соединение, 
слабая кислота с формулой H4V2O7,
светло-жёлтое аморфное вещество,
не растворяется в воде.

## Получение
- Образуется при действии водяного пара на оксид ванадия(V):

{\displaystyle {\mathsf {V_{2}O_{5}+2H_{2}O\ {\xrightarrow {100^{o}C}}\ H_{4}V_{2}O_{7}}}}
- Действие серной кислоты на пированадат кальция:

{\displaystyle {\mathsf {Ca_{2}V_{2}O_{7}+2H_{2}SO_{4}\ {\xrightarrow {}}\ H_{4}V_{2}O_{7}+2CaSO_{4}}}}

## Физические свойства
Пированадиевая кислота образует светло-жёлтое аморфное вещество.

## Химические свойства
- Реагирует с щелочами:

{\displaystyle {\mathsf {H_{4}V_{2}O_{7}+4NaOH\ {\xrightarrow {}}\ Na_{4}V_{2}O_{7}+4H_{2}O}}}
Разлагается при нагревании:
{\displaystyle {\ce {H4V2O7->[t^oC]V2O5 + 2H2O ^}}}